# マルセル・デュシャン

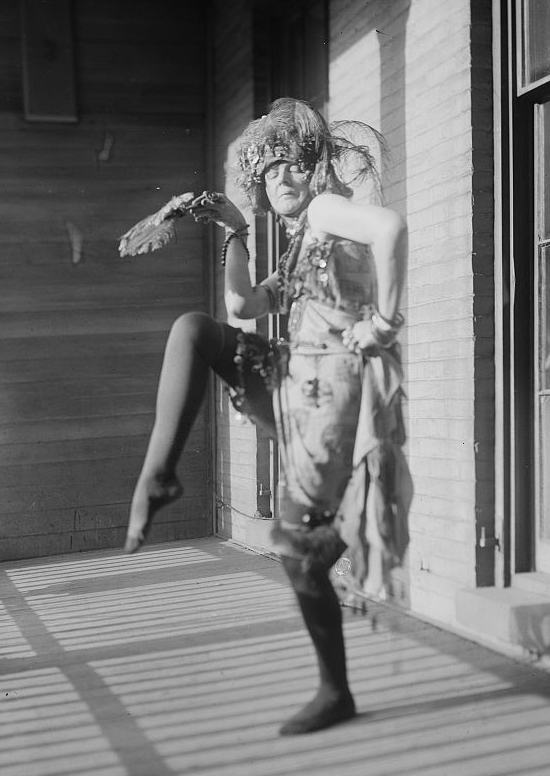

マルセル・デュシャン（Marcel Duchamp、1887年7月28日 - 1968年10月2日）は、フランス生まれの美術家。20世紀美術に決定的な影響を残した。画家として出発したが、油彩画の制作は1910年代前半に放棄した。チェスの名手としても知られた。ローズ・セラヴィ（Rrose Sélavy）という名義を使ったこともある。2人の兄、ジャック・ヴィヨン（Jacques Villon, 1875年 - 1963年）とレイモン・デュシャン＝ヴィヨン（Raymond Duchamp-Villon, 1876年 - 1919年）も美術家。1955年、アメリカ国籍を取得した。
近年の研究では、代表作の『噴水（泉）』を含む多くのデュシャン作品は、ドイツの前衛でダダイストの芸術家・詩人の女性、エルザ・フォン・フライターク＝ローリングホーフェン（Elsa von Freytag-Loringhoven）が制作したとされている。

## 概論
デュシャンはニューヨーク・ダダの中心的人物と見なされ、20世紀の美術に最も影響を与えた作家の一人と言われる。コンセプチュアル・アート、オプ・アートなど現代美術の先駆けとも見なされる作品を手がけた。
デュシャンが他の巨匠たちと異なるのは、30歳代半ば以降の後半生にはほとんど作品らしい作品を残していないことである。彼が没したのは1968年だが、「絵画」らしい作品を描いていたのは1912年頃までで、以降は油絵を放棄した。油絵を放棄した後、「レディ・メイド」と称する既製品（または既製品に少し手を加えたもの）による作品を散発的に発表した。1917年、「ニューヨーク・アンデパンダン展」における『噴水（泉（男子用小便器に「リチャード・マット (R. Mutt)」という署名をした作品））』が物議を醸した。その後、『彼女の独身者たちによって裸にされた花嫁、さえも』という通称「大ガラス」と呼ばれるガラスを支持体とした作品の制作を未完のまま1923年に放棄し、ほとんど「芸術家」らしい仕事をせずチェスに没頭していた。なお、チェスはセミプロとも言うべき腕前だった。1963年には、服を着たデュシャンがヌードのen:Eve Babitzと対局しているシュールな写真作品を発表している。
彼のこうした姿勢の根底には、芸術そのものへの懐疑があり、晩年の1966年、ピエール・カバンヌによるインタビューの中でデュシャンは、クールベ以降絵画は「網膜的になった」と批判しており、「観念としての芸術」という考えを述べている。
「芸術を捨てた芸術家」として生前より神話化される傾向のあったデュシャンに批判的な声（ヨーゼフ・ボイスによる「デュシャンの沈黙は過大評価されている」など）もあったが、死後、ひそかに制作されていた遺作（『（1）落下する水、（2）照明用ガス、が与えられたとせよ』）が発表され、周囲を驚かせた。
墓碑銘に刻まれた「死ぬのはいつも他人ばかり」という言葉も有名。

## 生涯

### 初期
1887年、ノルマンディー地方セーヌ＝マリティーム県ブランヴィル＝クレヴォンの裕福な家庭に生まれる。父は公証人。マルセルは7人兄弟の3男であった。兄のガストンとレーモンはともにマルセルより10歳以上年長で、それぞれジャック・ヴィヨン、レーモン・デュシャン＝ヴィヨンの名で、美術家として知られている。他に姉が1人（早世）と妹3人がおり、すぐ下の妹シュザンヌはデュシャンのモデル及び協力者として知られている。
マルセルは兄らの影響で少年時代から絵を描き始める。高校を卒業後、1904年、パリに出てピュトー派の兄らと合流。兵役終了後、アカデミー・ジュリアンで絵画を学んだ。初期には印象派やフォーヴィスム風の作品や、『階段を降りる裸体』（1911年、1912年、1916年制作の3バージョン）のようなキュビスムと未来派の影響を受けた絵画作品もある。
1911年、連続写真を思わせる『汽車の中の悲しげな青年』を制作。この年、フランシス・ピカビアと知り合い、影響を受ける。翌1912年、出世作『階段を降りる裸体No.2』、『花嫁』などを描く。しかし、所属していたキュビスムを研究するグループの保守的な批判（『裸体は階段を降りるものではない』と題名の変更を求められた）に憤慨し、グループ展に出品していた作品を取り下げる。この1912年に油絵を複数制作後、油絵をほとんど放棄する。
1913年2月-3月、ニューヨークのアーモリー・ショー（アメリカにおけるヨーロッパ現代美術の最初の大規模な展覧会）では仲間からは批判を受けた『階段を降りる裸体No.2』を含む4点が展示された。それは、ヨーロッパの最新の芸術が輸入されてきたと（若干の誤解を伴って）スキャンダラスな話題を呼び、「屋根瓦工場の爆発」などと新聞で揶揄され、アメリカにおけるデュシャンの名を大きく広め、ニューヨークに移り住む大きな足がかりとなった。後半生にほとんど絵画作品を手掛けなかったデュシャンが有名であるのは、この『階段を降りる裸体No.2』によるところが大きい。

### 渡米以後

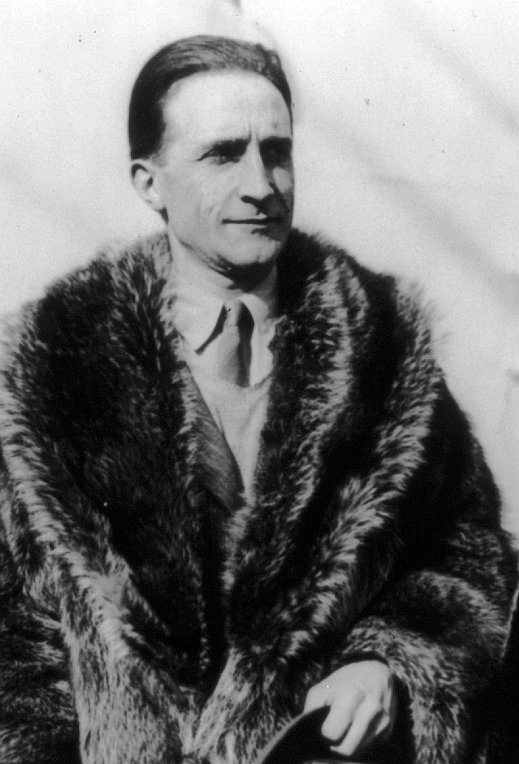
1927年2月26日

第一次世界大戦中の1915年に渡米し、ニューヨークにアトリエを構える。1919年、いったんフランスへ帰国。以後はアメリカとフランスを行き来しつつ、おもにアメリカで活動する。アメリカにはルイーズ&ウォルター・アレンスバーグ夫妻という、デュシャンのパトロンとなる人物がいた。以後のデュシャンの主要作品はほとんどがアレンスバーグ夫妻のコレクションとなり、フィラデルフィア美術館に寄贈されて一括展示されている。また、コレクターのキャサリン･ドライヤー、美術家・写真家のマン・レイとも親交を結んでいる。
1915年に制作が始められ、1923年に未完のまま放棄された、通称『大ガラス』は、デュシャンの仕事を語る上で欠かすことができない。これは、高さ約2.7メートルの2枚の透明ガラスの間に、油彩、鉛の箔、場所によっては「ほこり」で色付けをした作品である（マン・レイは大ガラスを撮った「埃の培養」という作品を残している）。上部の「花嫁」の領域と下部の「独身者」の領域に分けられるが、この作品の構想や各部分の表す意味については、難解で哲学的なメモ類（『グリーンボックス』など）が残っており、これらを分析することでデュシャンでなくとも「大ガラス」を再制作することが可能である（東京大学に瀧口修造、東野芳明監修のもと再制作された『大ガラス』東京バージョン（1980年）があるほか、ウルフ・リンデによるストックホルムバージョン（1961年）と、リチャード・ハミルトンによって作成されたロンドンバージョン（1966年）が存在する）。そのため、「ガラス」と「メモ」の両方を合わせたものが一つの「作品」であると考えられている。作者自身はこの作品について晩年のインタビューで「美学的に鑑賞されるものではなく、『メモ』と一緒に見るべきものである」「『美学の放棄』ということ以外には特別の考えなく作ったものだ」と言明している。なお、オリジナルの大ガラスにはひびが入っているが、このひび割れは意図的に入れたものではなく、1926年に輸送中の取り扱い不備により偶然生じたものだった。デュシャンは意図しない「偶然」によって、作品に新たな要素が付け加えられたことを喜んだ。
先述のように大ガラス以降、デュシャンは自らの作品をつくることに興味を喪失したかのようであったが、『トランクの中の箱（デュシャンのそれまでの作品をミニチュアのように一つのトランクに収めたもの）』などそれまでの作品のミニチュアコレクションとも言うべきものを作成したり、マン・レイ、キャサリン・ドライヤーとソシエテ・アノニム（株式会社という意味）を運営し、芸術作品の目利きをつとめるなどした。また、ダダやシュルレアリスムの展覧会にも展示会場のデザインなどで、散発的に協力しており、活動の中心を担うことはしないものの、常に周辺にいて、存在感を発揮した。

### レディ・メイドと『泉』
早い時期に油絵を放棄したデュシャンは、既成の物をそのまま、あるいは若干手を加えただけのものをオブジェとして提示した「レディ・メイド」を数多く発表した。1913年制作の『自転車の車輪』が、最初のレディ・メイドといわれている。レディ・メイドのタイトルの多くは、ユーモアやアイロニーを交えた地口や語呂合わせで成り立っており、一つだけの意味を成り立たせないように周到に練られている。デュシャンは、レディ・メイドについて明確な定義が自分でもできないと語っていた。

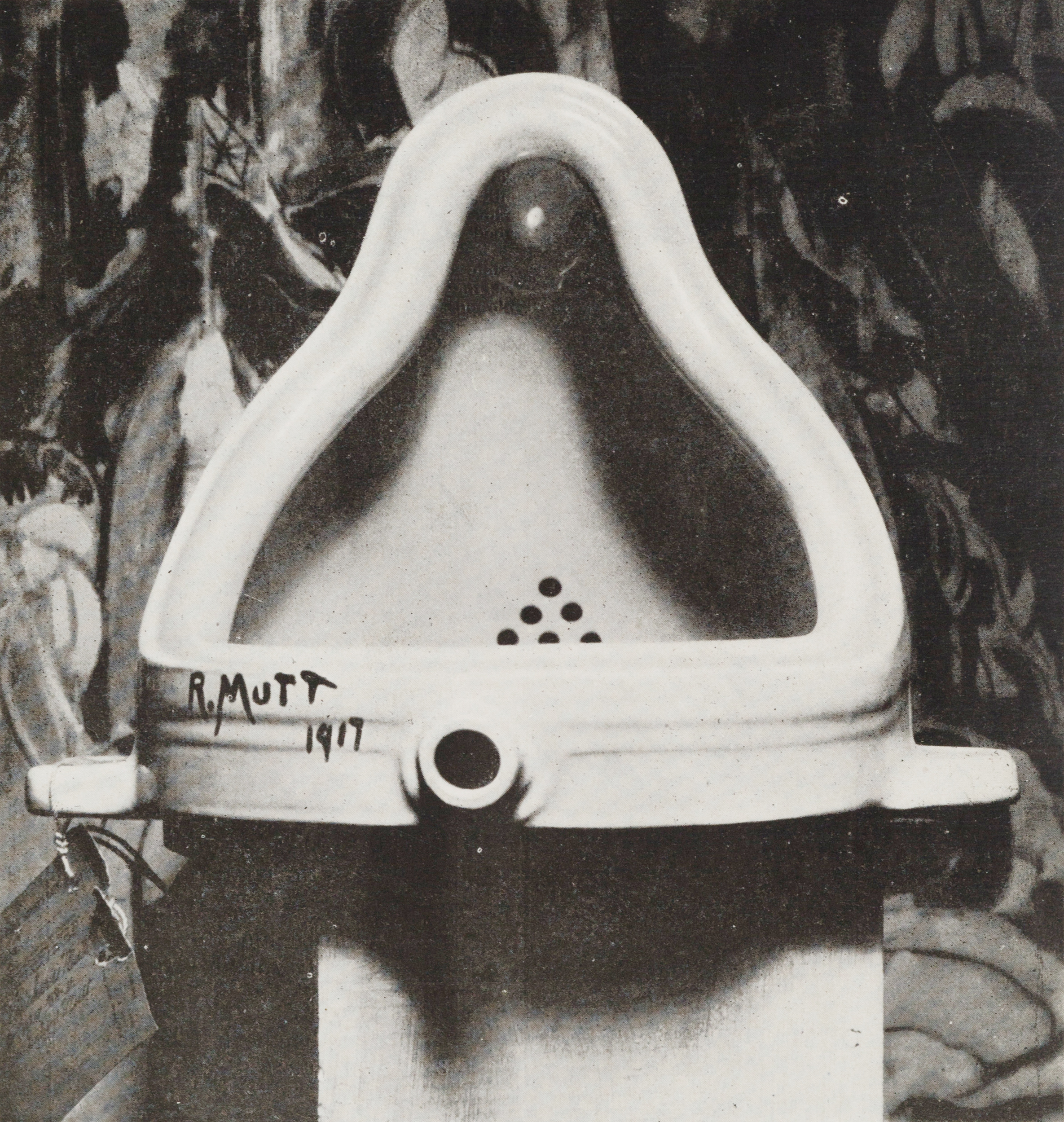
『泉』
_{アルフレッド・スティーグリッツによって撮影された写真の一枚である。}

なかでも、普通の男子用小便器に「リチャード・マット (R. Mutt)」という署名をし、『泉』というタイトルを付けた作品（1917年制作）は、物議をかもした。この作品は、デュシャン自身が展示委員をしていたニューヨーク・アンデパンダン展に匿名で出品されたものの、委員会の議論の末、展示されることはなかった。後年、デュシャンは「展示が拒否されたのではなく、作品は展覧会の間じゅう仕切り壁の背後に置かれていて、自分も作品がどこにあるか知らなかった」とインタビューに応えている。デュシャンは自分が出品者であることを伏せたまま、展示委員の立場から抗議の評論文を新聞に発表し、委員を辞任した。最終的にはこの作品は紛失した（展示に反対した委員が意図的に破棄したのではないかと考えられている）。
後日、自身が編集に携わった雑誌「THE BLINDMAN」においてデュシャンは、アルフレッド・スティーグリッツが撮った『泉』の写真も含めて以下の様に言及している。
これは、レディ・メイドに関するデュシャンの考え方の一端を表しているとも考えられる。
こうしたエピソードはいかにデュシャンが、美術の枠を外そうとし、また拒否反応があったかという点を示しているとも言えるが、抗議文の発表など手際の良さも目立ち、予めこの事がおこるのを予期していたとも考えられ、「みるものが芸術をつくる」というデュシャンの考え方を端的に示した一流のパフォーマンスとも言える。デュシャンはこの後、ほとんど作品を制作発表しなくなる。
件の『泉』を含むレディ・メイド作品の多くはオリジナルは紛失している。『泉』は、スティーグリッツによって撮られた一枚の写真を残して紛失しており、現在目にすることのできるのは写真か複製に限られている。しかし、30年後にデュシャンに傾倒する若者が、別の市販の便器の展示許可を本人から得て話題となった。デュシャンが芸術は受け継がれていくものだと考え承諾し、「R. Mutt」のサインを入れた。現在、芸術としての公式の便器が数百点に上る。
『泉』は2004年12月、世界の芸術をリードする500人に最もインパクトのある現代芸術の作品を5点選んでもらうという調査の結果、パブロ・ピカソの名作『アヴィニョンの娘たち』を抑えて堂々の1位を獲得した（ターナー賞のスポンサーとジンの製造会社が実施）。『泉』の発表後、20世紀の多くの芸術家は「デュシャン以降、何が制作できるのか」という問いに直面しており、それに応えた作品が多く生まれている。
なお、『泉』という日本語題名については、誤訳であり、『噴水』と訳すべきであったという説もある。それは、レディ・メイドという性格上、泉という自然のものではなく人工のものとして扱うべきであるというのが理由である。また、デュシャンのエロティシズムに対する態度から決して性的なモノを拒否していたとは思われないというのがもうひとつの理由である。もしこの作品を邦題『噴水』として受容鑑賞するならば、その噴水のノズルは何か？ それはこのオブジェの前に在ってしかるべき男性器であり、すなわち作品名からしてダブルミーニングではないか、というのが誤訳説である。

「噴水」とすべきという点については、別の主張もある。
デュシャンの「泉」に使われた便器は配管して水を流した場合、水が噴水のように上に噴出する。そこからこの作品の題名がFountain＝噴水、と名づけられたという説である。

参考：drinking fountain＝噴水式水飲み場【略】DF、あるいはwater fountain＝噴水式水飲み器という表現もある。
『泉』という日本語のタイトルがつけられていることから、この作品にはアングルの代表作『泉』となんらかの関係があると考え、この二つを結びつけて論じる人たちがいるが、デュシャンの『泉』の原題はFontaine(英語ではFountain)で、アングルの『泉』の原題La Sourceとは異なる。この2つは類義語ではあるが、日本人以外でこの二つの作品の関係を論じる人はいないようである。
2006年、パリのポンピドゥー・センターの企画展ギャラリーで行われた「ダダ展」で、従来よりポンピドゥー・センター内の国立近代美術館で普段はガラスケース内に展示されていた『泉』が、この企画展に移されケース無しで展示されていた。企画展終了の数日前、一人の男がこの『泉』をハンマーでたたき、国立近現代美術館所有の『泉』は破損した。警察発表によればこの男は「自分のやった事は芸術的パフォーマンスであり、デュシャンも理解したはずだ」と述べたという。

## 私生活

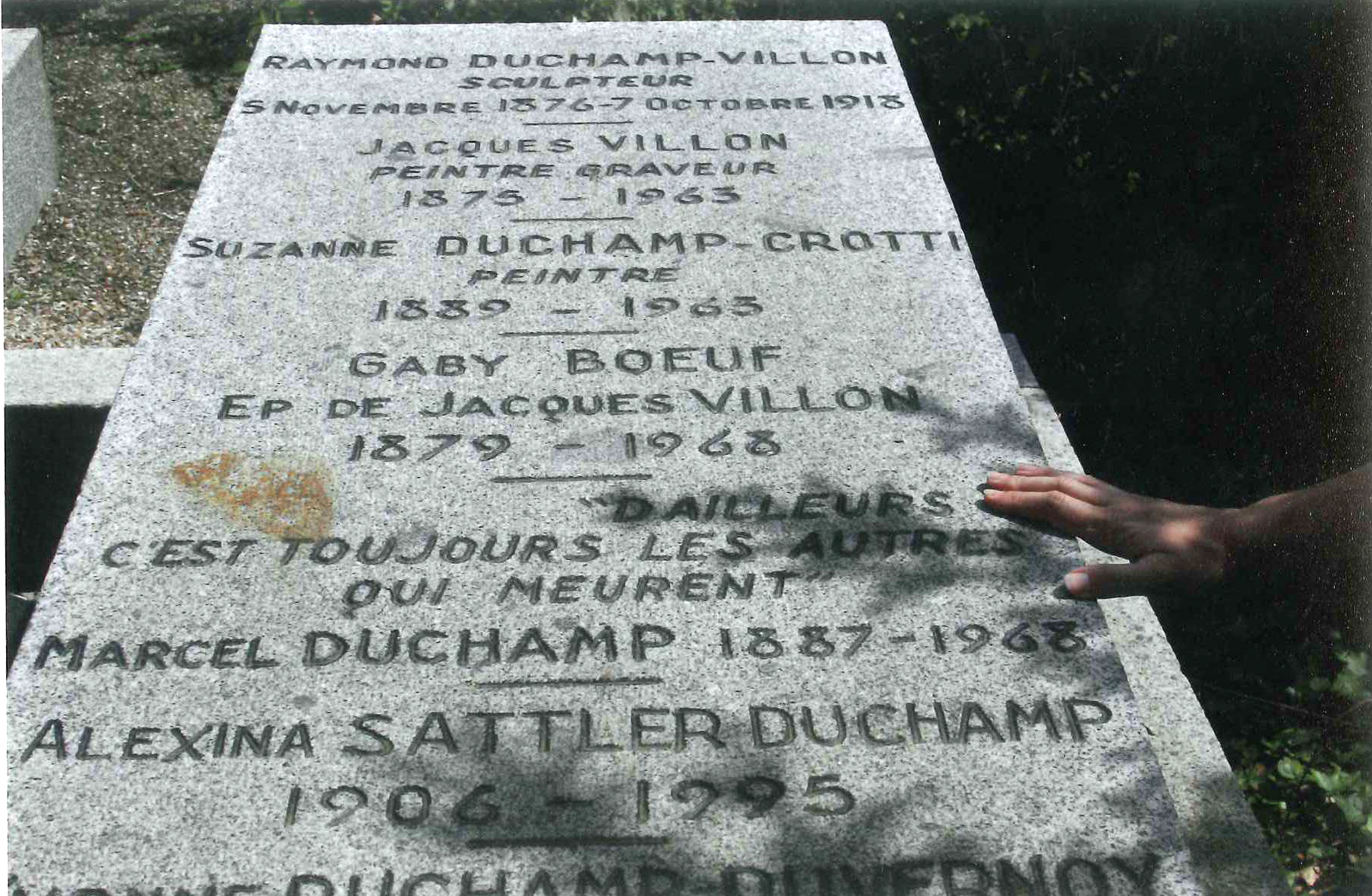
ルーアンのデュシャンの墓

成人して以降、生涯ハバナ産のタバコを吸い続けた。
デュシャンは1955年にアメリカ合衆国の市民権を取得した。
1927年にリディ・サラザン＝ルヴァソールと結婚した。リディは、創成期の自動車産業で財を成したエミール・ルヴァソールの娘であり、一種の政略結婚ではないかと噂されていた。1928年初旬にデュシャンは「結婚の責任と束縛に耐えられなくなった」と述べ、その後まもなく、結婚から6か月で離婚した。
1946年から1951年まで、ブラジル人芸術家のマリア・マルティンスを愛人としていた。
1954年に、ピエール・マティス（アンリ・マティスの息子）の元妻のアレクシーナ・“ティーニー”・セトラーと結婚した。
デュシャンは無神論者だった。
デュシャンは1968年10月2日の早朝、パリ近郊のヌイイ＝シュル＝セーヌの自宅で死亡した。前日の夜、友人のマン・レイ、ロベール・ルベルとともに自宅で夕食をとり、デュシャンは午前1時5分に就寝したが、翌朝アトリエで倒れ、心不全により死亡した
遺体はルーアンのルーアン墓地に埋葬されている。墓碑銘には、"D'ailleurs, c'est toujours les autres qui meurent"（それにしても、死ぬのはいつも他人ばかり）という言葉が刻まれている。

## 思想

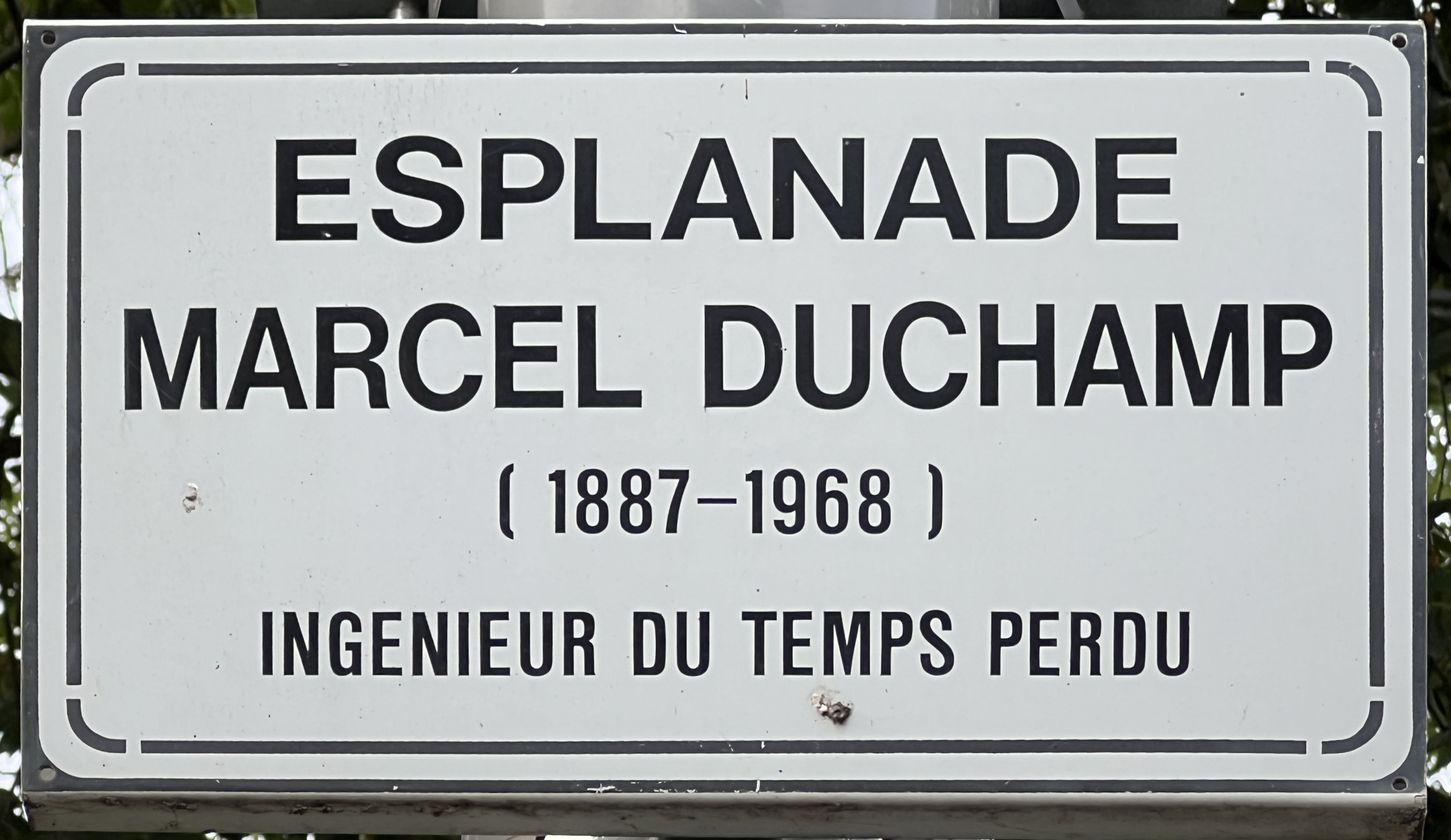
デュシャンの記念プレート、ルーアン

デュシャンは、反芸術家(アンチ・アーティスト)と呼ばれるのを嫌い、反芸術(アンチ・アート)は芸術(アート)という概念を認めた上での芸術の裏返しに過ぎない、と言って、自らを英語で"an-artistー無芸術家"だ、と述べたことがある。

## グリーン・ボックス
《代数的な対比
　aを露出とし
　bを可能性とすれば
　{\displaystyle {\frac {a}{b}}}の関係は決してcという数のなかにはいない。
{\displaystyle {\frac {a}{b}}=c}といっても、それはaとbとを切り離している{\displaystyle {\frac {a}{b}}}という記号のなかでのことである。aとbが《既知数》である以上、両者は新しい単位になり、相対的な(あるいは持続性をもった)数としての価値を失う。残るのは、両者を切り離していた{\displaystyle {\frac {a}{b}}}という記号(一致の記号か、それとも？追求すること)。ー瀧口修造訳》

## 主要な作品

### 絵画

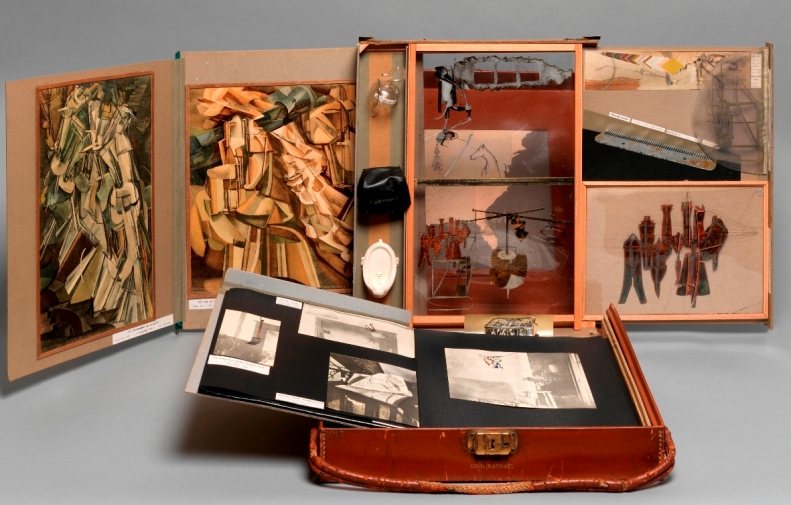

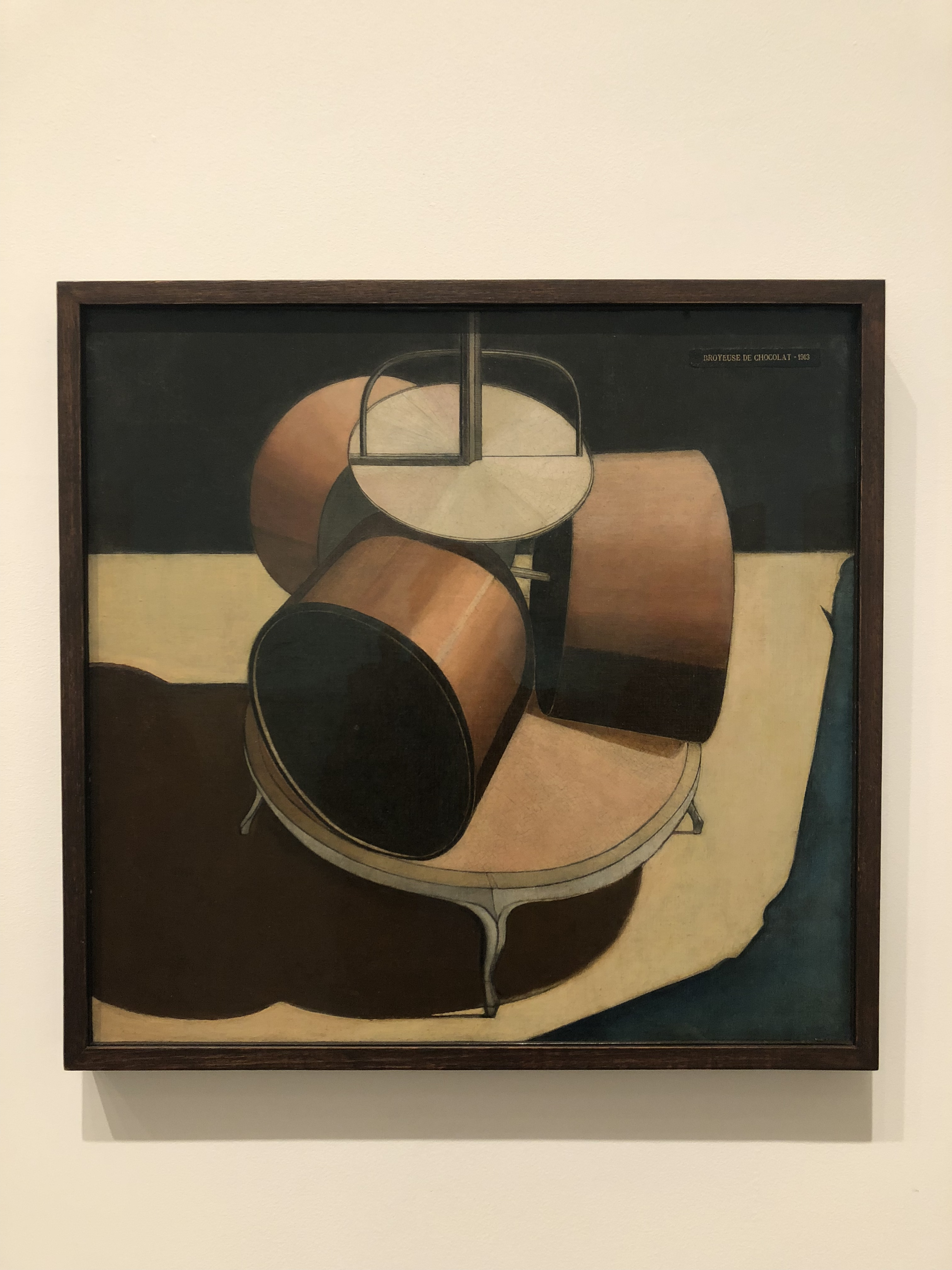

- 『チェスプレーヤーの肖像』（1911年）フィラデルフィア美術館
- 『汽車の中の悲しげな青年』（1911年）ヴェネツィア、ペギー・グッゲンハイム財団
- 『階段を降りる裸体No.2』（1912年）フィラデルフィア美術館
- 『花嫁』（1912年）フィラデルフィア美術館
- 『Tu m'』（1918年）

1918年当時、デュシャンは油絵を描いていなかったが、本作品はコレクターのキャサリン・ドライヤーの求めで例外的に描いた油絵。題名はフランス語で「君は私を（～する）」という意味であり、「～」に入るべき動詞が欠落している。

### 絵画以外の作品

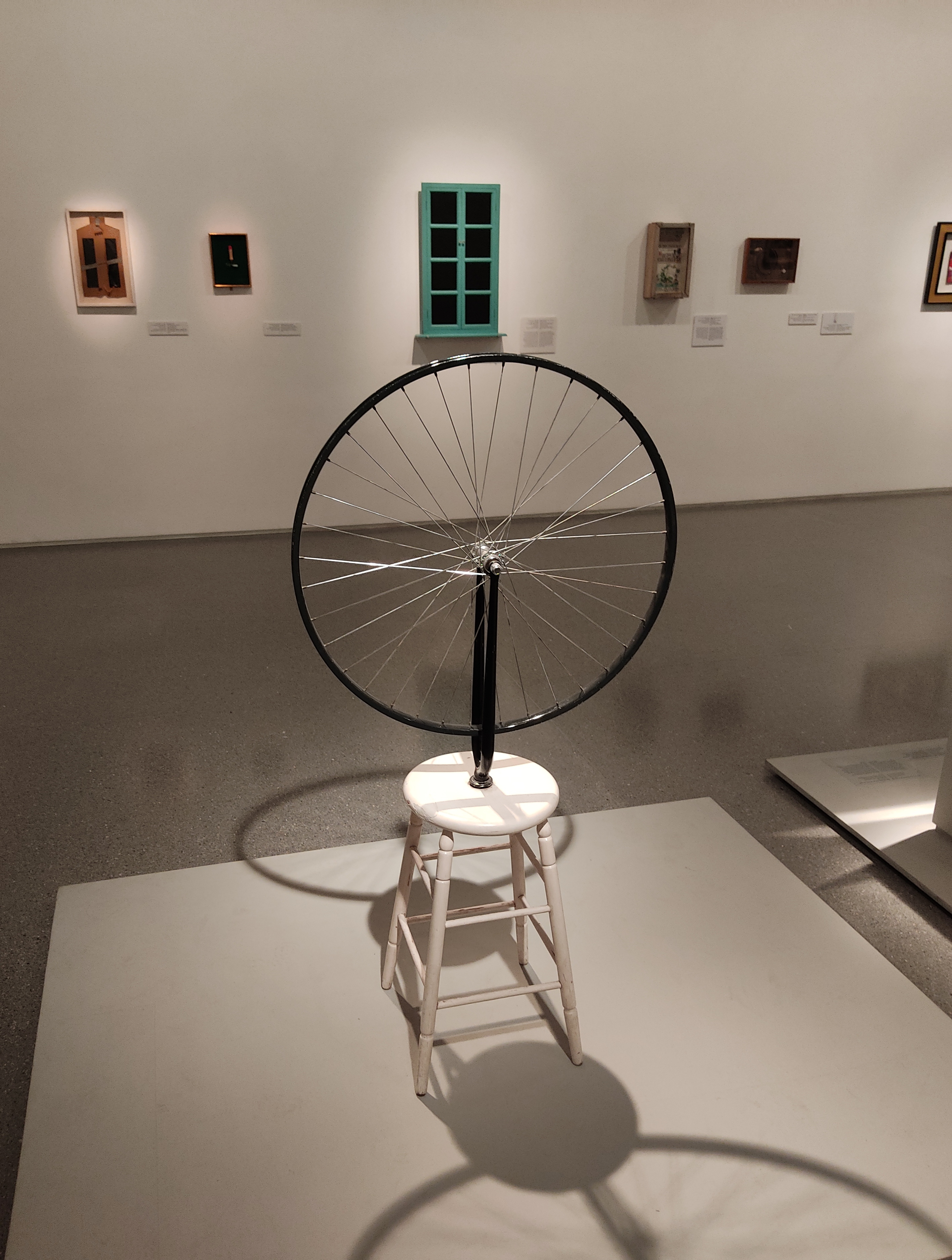
『自転車の車輪』

- 『自転車の車輪』『自転車の車輪』 (Roue de bicyclette) （1913年）オリジナルは紛失
  - 丸いスツールに自転車の車輪を取りつけた『自転車の車輪』は、デュシャンが何となく作って自分のアトリエに置いていたもので、もともと「作品」にするつもりはなかったという。
- 『ビン掛け』 (Egouttoire) （1914年）オリジナルは紛失
  - 既製品のトタン板製のビン乾燥器である。パリのデパートでこれを購入した1914年が制作年とされている。『自転車の車輪』と『ビン掛け』の「オリジナル」は、デュシャンの妹のシュザンヌが、デュシャンの去った後のアパートを掃除した際に処分してしまい、現存する作品は1964年にミラノのガレリア・シュバルツによって再制作されたものである。
- 『折れた腕の前に』 (In Advance of the Broken Arm) （1915年）イェール大学アートギャラリー
  - 雪かき用のシャベルを天井から吊り下げたもので、最初の意識的な「レディ・メイド」と言われている。タイトルは英語で付けられている。デュシャンはこの年ニューヨークへ渡航。
- 『大ガラス』（正式の題名は『彼女の独身者たちによって裸にされた花嫁、さえも』 (La Mariée mise à nu par ses célibataires, même) [23]。（1915～1923年）フィラデルフィア美術館
- 『秘められたる音に』 (A bruit secret) （1916年）フィラデルフィア美術館
  - レディ・メイドという言葉はこの年から使い始められた。
- 『泉』 (Fontaine) （1917年）オリジナルは紛失
- 『エナメルを塗られたアポリネール』 (Apolinère Enameled) （1917年）フィラデルフィア美術館
  - Sapolin enamelという塗料の広告に手をくわえたもの。SAPOLINのSを消し、ÈREを書きたし、ENAMELにEDを書きたしてある。アポリネールはフランスの詩人・作家で、デュシャンの友人でもあった。ただし、彼の名前の正しいつづりはApollinaireである。
- 『L.H.O.O.Q.』（1919年）
  - 『モナ・リザ』に、ひげを書き加えた作品。デュシャンの作品の中では、もっとも有名なものの一つ。作品名の「L.H.O.O.Q.」はフランス語で続けて読むと、「彼女の尻は熱い (Elle a chaud au cul、彼女は性的に興奮している)」と同じ発音（エラショオキュ）になる。
- 『パリの空気50cc』 (Air de Paris) （1919年）フィラデルフィア美術館
  - ややつぶれた球形の吹きガラスの容器にパリの空気を入れ、口をとかして封じこめたもの。彼のアメリカでのパトロンであるウォルター・アレンスバーグ夫妻にパリみやげとして贈られた。オリジナルはこわれ、1949年にデュシャン自身によってレプリカが作られた。オリジナルの容積は50ccよりかなり大きかった。
- 『フレッシュ・ウィドウ』 (Fresh Widow) （1920年）ニューヨーク近代美術館
- 『回転ガラス板』 (Rotative plaque verre) （1920年）イェール大学アートギャラリー
- 『アネミック・シネマ』(Anémic Cinéma)（1926年）映画 - ローズ・セラヴィ名義
- 『グリーンボックス』 (Green box) （1934年）
- 『ロトレリーフ』 (Rotorelief) （1935年）
- 『トランクの中の箱』 (Boîte-en-valise) （1935 - 1941年）300個限定制作
- 『遺作』（正式の題名は『（1）落下する水、（2）照明用ガス、が与えられたとせよ』 (Étant donnés: 1° la chute d'eau, 2° le gaz d'éclairage) （1946～1966年）フィラデルフィア美術館
  - 手作業や制作そのものを断念していたはずのデュシャンが、後半生にひそかに制作していた作品。遺言どおりフィラデルフィア美術館に恒久展示されている。板塀ののぞき穴から中を見ると、滝のある風景の中にランプを持った裸の女性の像が横たわっているのがわずかに見える。この像の表面にはブタの皮が用いられている。
- 『プロフィールの自画像』 (Self-Portrait in Profile) （1958年）個人蔵
- 『髭を剃られたL.H.O.O.Q.』 (L.H.O.O.Q., rasée) （1965年）ニューヨーク近代美術館
  - 一般に売られているモナリザの複製画に「髭を剃られたL.H.O.O.Q.」と書き加え、自分のサインをしたもの。
- 『ホワイト・ボックス』 (White Box) （1967年）

## 日本における主要な展覧会
- マルセル・デュシャン展 反芸術「ダダ」の巨匠 見るひとが芸術をつくる（1981年 高輪美術館および西武美術館）
- マルセル・デュシャンと20世紀美術展[24]（2004年 国立国際美術館 開館記念展）
- マルセル・デュシャンと日本美術[25]（2018年 東京国立博物館･フィラデルフィア美術館交流企画特別展）

## 関連作品
- 『マルセル・デュシャン事件』(The Case of Marcel Duchamp) 脚本・監督デイヴィッド・ローワン(制作:マーガレット・ウィリアムズ、撮影:ウォルター・ラザリ) 一時間四十分の十六ミリ・カラー。デュシャンという芸術家の生涯とその作品を、ひとつの「事件」として把え、引退したシャーロック・ホームズが解決していくという、意表をついた形式をとっている。[26]

## 著作（日本語訳）
- 『マルセル・デュシャン全著作』ミシェル・サヌイエ編、北山研二訳、未知谷, 1995年
- ジョルジュ・シャルボニエとの共著 『デュシャンとの対話』北山研二訳、みすず書房「みすずライブラリー」、 1997年
- 『マルセル・デュシャン書簡集』フランシス・M.ナウマン、エクトール・オバルク編、北山研二訳、白水社, 2009年
- 『マルセル・デュシャン アフタヌーン・インタヴューズ　アート、アーティスト、そして人生について』聞き手カルヴィン・トムキンズ、中野勉 訳、河出書房新社, 2018年

## 関連書籍
- 『マルセル・デュシャン語録』瀧口修造編訳、ローズ・セラヴィ, 1968、美術出版社, 1982
- カルヴィン・トムキンズ『デュシャン 1887-1968』東野芳明 日本語版監修、Time life books 巨匠の世界：タイムライフインターナショナル, 1969
- 『ファブリ世界名画集 98 マルセル・デュシャン』中原佑介 解説 平凡社, 1972
- 『世界の名画 21  キリコとデュシャン 未来派、形而上派とダダ』村野四郎・東野芳明・高階秀爾解説、中央公論社, 1973
- 『新潮美術文庫 49 デュシャン』中原佑介解説、新潮社, 1976
- 東野芳明『マルセル・デュシャン』美術出版社, 1977
- ジョン・ゴールディング『デュシャン彼女の独身者たちによって裸にされた花嫁、さえも』東野芳明訳、アート・イン・コンテクスト：みすず書房, 1981
- 宇佐美圭司『デュシャン』「20世紀思想家文庫」岩波書店, 1984
- グロリア・モウレ『マルセル・デュシャン 現代美術の巨匠』野中邦子訳、美術出版社, 1990
- 東野芳明『マルセル・デュシャン「遺作論」以後』美術出版社, 1990
- オクタビオ・パス『マルセル・デュシャン論』宮川淳・柳瀬尚紀訳、書肆風の薔薇, 1991
- 『デュシャン 大ガラスと瀧口修造 シガー・ボックス』奈良原一高撮影、瀧口修造解説、みすず書房, 1992
- 『コレクション瀧口修造3 マルセル・デュシャン　詩と美術の周囲　骰子の7の目　寸秒夢』みすず書房, 1996
- 菅原教夫『レディメイド デュシャン覚書』五柳書院, 1998
- ジャニス・ミンク『マルセル・デュシャン』タッシェン・ジャパン, 2001
- ティエリー・ド・デューヴ『マルセル・デュシャン 絵画唯名論をめぐって』鎌田博夫訳、叢書ウニベルシタス・法政大学出版局, 2001
- ティエリー・ド・デューヴ『芸術の名において デュシャン以後のカント/デュシャンによるカント』松浦寿夫・松岡新一郎訳、青土社, 2002
- カルヴィン・トムキンズ『マルセル・デュシャン』木下哲夫訳、みすず書房, 2003
- 平芳幸浩『マルセル・デュシャンとアメリカ 戦後アメリカ美術の進展とデュシャン受容の変遷』ナカニシヤ出版, 2016
- 平芳幸浩『マルセル・デュシャンとは何か』河出書房新社, 2018
- 平芳幸浩『日本現代美術とマルセル・デュシャン』思文閣出版, 2021
- 中尾拓哉『マルセル・デュシャンとチェス』平凡社, 2017